# Raimondo D’Aronco

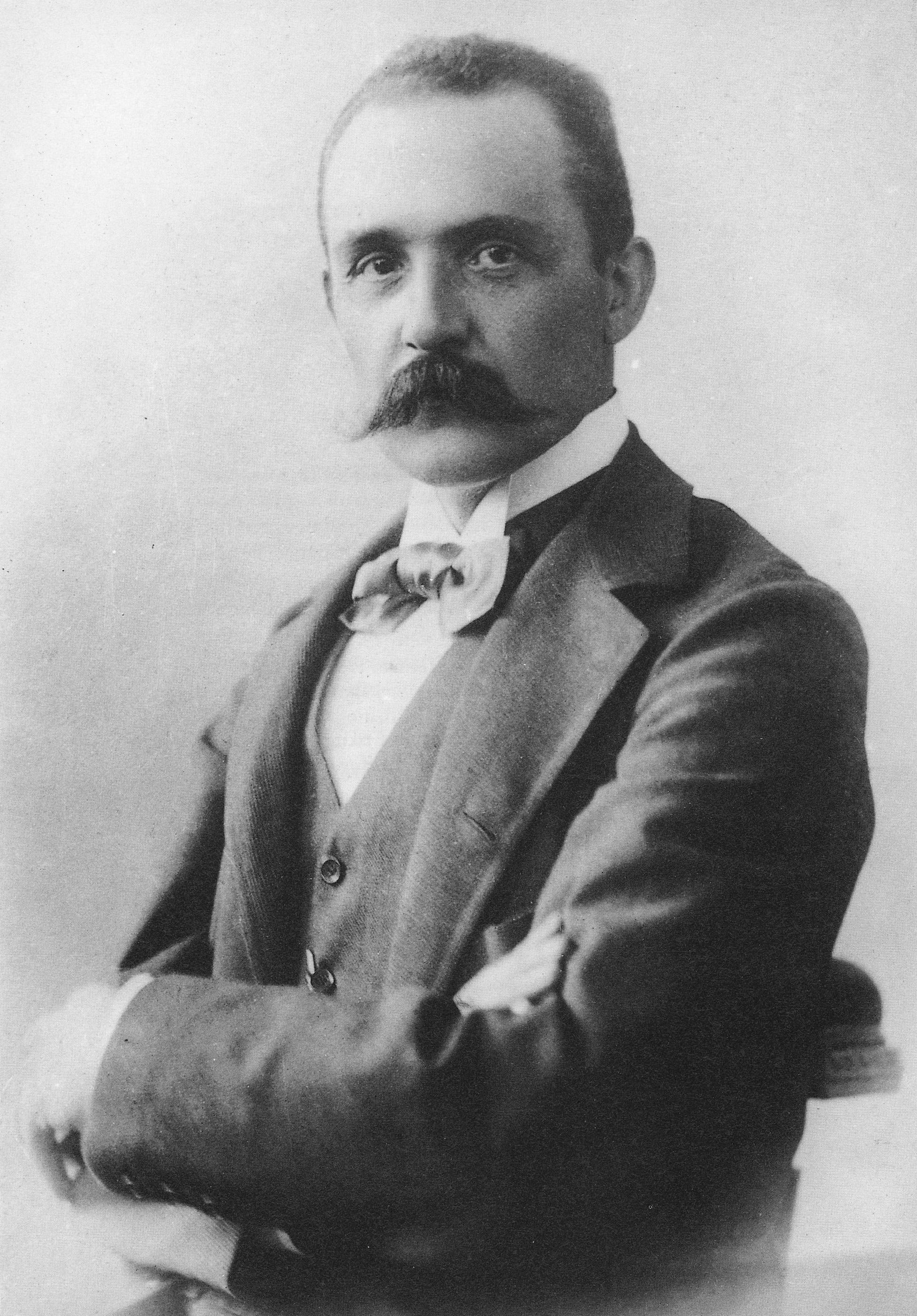
Raimondo D’Aronco (1900)

Raimondo Tommaso D’Aronco (* 31. August 1857 in Gemona del Friuli; † 3. Mai 1932 in Sanremo) war ein italienischer Architekt des Jugendstils. Er arbeitete für den Sultan des Osmanischen Reiches Abdülhamid II. als Chefarchitekt und gilt als Erneuerer Istanbuls.

## Leben
D’Aronco wurde als erster Sohn eines Bauingenieurs geboren; er hatte sechs Geschwister. Nach der Elementarschule begann er zunächst eine zweijährige Ausbildung an der Scuola d’Arti e Mestieri in Gemona. Er arbeitete dann auf Veranlassung des Vaters bei einem Baumeister in Graz und besuchte im Alter von vierzehn Jahren die dortige Schule für Baukunst.
Zurück in Italien wandte er sich auf Anraten seiner Lehrer der Architektur zu und wurde Schüler an der Scuola Festiva di Disegno. Er diente 1875 als Freiwilliger im Ingenieurkorps des italienischen Heeres in Turin. Nach dem Militärdienst studierte er nach der Philosophie von Camillo Boito an der renommierten Kunsthochschule Accademia di belle arti di Venezia (Diplom 1880), wo er Kurse in Ornamentik und Architektur belegte. Er nahm an Wettbewerben in Rom, Venedig und Palermo teil, die zum Teil durch den italienischen König Viktor Emanuel II. ausgeschrieben wurden. 1887 wurde er Professor für Zeichnen und Architektur an der Universität Messina, später am königlichen Institut in Palermo. 1888 erhielt er die Ehrenmitgliedschaft der Kunstakademie in Venedig.
1893 wurde er als Architekt für die nationale Ausstellung „Osmanische Kunst“ nach Konstantinopel eingeladen. Der Ausstellungspavillon wurde allerdings wegen des Erdbebens 1894 nicht realisiert. Man gewann ihn stattdessen für die Rekonstruktion zerstörter Gebäude und der damalige Sultan Abdülhamid II. setzte ihn von 1896 bis 1908 als Chefarchitekten ein. Er war der erste Architekt, der im Stil des Jugendstils in Istanbul  baute. Außerdem lehrte er an der Militärakademie. Zu seinen verwirklichten Bauvorhaben gehörten u. a. die Yıldız-Porzellanfabrik (1892–1894), die Erweiterung des Yıldız-Palast (1893–1907), das Botter Apartment (1900), die Kaiserliche Medizinschule (1900–1903) und die Türbe für Şeyh Zafir (1905–1906) sowie mehrere Sommerresidenzen.
Darüber hinaus entwarf er das Ausstellungsgebäude für die Prima Esposizione Internazionale d’Arte Decorativa Moderna (1902) in Turin und nahm verschiedene Projekte in Cividale del Friuli und Udine in Italien an. 1905 begründete er die italienische Federazione Architetti mit. Nach der Absetzung des Sultans im Zuge der Jungtürkischen Revolution zog er 1909 zurück nach Italien. 1917 wurde er Professor für Architektur in Neapel. Ihm wurden verschiedene Ehrungen zuteil u. a. die Mitgliedschaft in der Accademia di San Luca (1920). In der XXII. Legislaturperiode gehörte er als Vertreter des Wahlkreises Gemona der italienischen Abgeordnetenkammer an, in der er sich der Rechten anschloss, sich aber kaum an der parlamentarischen Arbeit beteiligte.
Er war ab 1888 verheiratet mit Rita Catterina Maria Javelli. Von einem Lungenleiden gezeichnet verstarb er 1932. Sein Nachlass befindet sich in der Bibliothek von Udine.
1955 verfasste als erster Manfredi Nicoletti eine Biographie über D’Aronco.